# Театрологија
Театрологија  (грч. theatron, logos) је област или наука о позоришту. Главна подручја истраживања у театрологији су историја и теорија позоришта. Театрологија је интердисциплинарна област која такође обухвата студије позоришне естетике и семиотике.
Формира се као засебна дисциплина током друге половине 19. столећа. Значајнији развој театрологије и театролошка истраживања урађена су током 20. столећа.

## Истакнути театролози
- Јован Ћирилов
- Бошко Милин